# OpenBVE
OpenBVEは、Bve trainsimとの互換性を持ったパソコン用鉄道運転シミュレーションゲームのパブリックドメインソフトウェアである。

## 特徴
openBVEはソースコードが公開され、誰もが機能の追加、修正をできるようになっている。Bve trainsimとは異なりDirectXの代わりにOpenGL、OpenAL、SDLが使用されており、Windows、Macintosh、Linuxの各OSに対応している。
BVE2・4とはほぼ互換性があり、BVE2・4向け路線はopenBVEでほぼ運転できる。逆に、openBVE独自の機能を使用した路線はBVE2・4では運転できない。

## 独自機能
openBVEではBve trainsimには無い機能が実装されている。Ver.1.8.0.2で実装されている独自機能は次の通り。
- AIによる自動運転[1]
- 視点の変更（車外視点・路線視点・フライバイ視点など）
- 3D (立体)運転室
- 脱線・衝突・横転機能
- アニメーションオブジェクト（動くストラクチャ）
- Track Following Object[2]

他にも多数あり

## OpenBVEの今後
2012年5月7日に当時の開発者であるMichelleの公式サイト上で開発中止が発表され、openBVEはVer.1.4.1.2をもって公式サイトが閉鎖されたが、その後開発チームの一人だったOdakyufanなどがウェブサイトでソースコードやソフトウェアなどを公開しており、Odakyufanの公式サイトではバージョン1.4.2 1.4.3が配布されていた。1.4.1.2との違いはアドオンのダウンロード機能が廃止されていることだけである。
その後有志の手により開発プロジェクトが再開され、2024年7月25日公開のバージョン1.11.0.0にて、不完全ではあるもののBVE5形式のデータの読み込みに対応した。